# Santiago Clavellinas
Santiago Clavellinas es una comunidad en el municipio de Zimatlán de Álvarez en el estado de Oaxaca. Santiago Clavellinas está a 2278 metros de altitud.

## Geografía
Está ubicada a 16° 33' 5.04"  latitud norte y 96° 33' 18"  longitud oeste.

## Población
Según el censo de población de INEGI del 2010: la comunidad cuenta con una población total de 481 habitantes, de los cuales 268 son mujeres y 213 son hombres. Del total de la población 4 personas hablan alguna lengua indígena.

## Ocupación
El total de la población económicamente activa es de 131 habitantes, de los cuales 100 son hombres y 31 son mujeres.